# كأس التحدي الإسكتلندي 2011–12
كأس التحدي الإسكتلندي 2011–12 (بالإنجليزية: 2011–12 Scottish Challenge Cup)‏ هو الموسم 21 من كأس التحدي الإسكتلندي ‏. أقيم خلال الفترة 23 يوليو 2011 وحتى 1 أبريل 2012، وأشرف على تنظيمه دوري كرة القدم الاسكتلندي، وكان عدد الأندية المشاركة فيه 32، وفاز فيه نادي فالكيرك.